# Jerneja Smonkar
Jerneja Smonkar (27 de enero de 1992) es una deportista de Eslovenia que compite en atletismo. Ganó una medalla de oro en el Campeonato Europeo de Atletismo por Equipos de 2019, en la prueba de 4 × 400 m.